# 平田市
平田市（ひらたし）は、かつて島根県の東部、日本海に面していた市。
島根県で唯一消滅した市でもある。

## 地理
島根半島の北西部に位置し、北は日本海、南は斐伊川から宍道湖に囲まれている。
東はすべて松江市と接しており、西部は出雲市、簸川郡大社町と接している。南側は一部を除き斐伊川を境として斐川町と接している。
- 湖沼：宍道湖

### 隣接する自治体
- 出雲市
- 松江市
- 簸川郡：斐川町、大社町

## 歴史
現在、宍道湖の南を走るJR山陰本線であるが、始めに計画されたのは宍道湖の北を走るルートであった。しかし、当時の平田では養蚕業が盛んであったため、蒸気機関車による煙害を理由に鉄道敷設に対する反対が強く、現在のルートとなったものである。その後、旧平田市では私鉄の一畑電車が走っている。また、国道9号線もほぼ同様の経緯で宍道湖の南岸を通るルートとなった。このため、国道431号線が通るまで全国の市として唯一国道の通っていない市という時期が長らく続いた。
1971年7月26日、集中豪雨により市内の湯谷川と船川が氾濫。22戸が床上浸水、429戸が床下浸水。
1993年に太田満保市長（当時）が四人将棋を考案した。
2002年に、平田市の沖合いを通る長距離フェリー船（九越フェリー）と塩津小学校との交流を描いた映画『白い船』が公開され、全国的にも有名になる。また、同映画の公開をきっかけに、「雲州ふらた映画祭」（「ふらた」とは、「平田」の現地での発音をそのまま音写したもの）が開催されるようになり、出雲市との合併後も引き続いて開催されている。

### 年表
- 1955年（昭和30年）1月1日 - 簸川郡平田町・北浜村・佐香村が合併して発足。島根県下8番目の市制施行。
- 1960年（昭和35年）4月1日 - 八束郡伊野村を編入。
- 2005年（平成17年）3月22日 - 出雲市・簸川郡佐田町・多伎町・湖陵町・大社町と合併し、改めて出雲市が発足。同日平田市廃止。

## 行政

### 歴代市長
特記なき場合『日本の歴代市長 : 市制施行百年の歩み』などによる。
| 代 | 氏名       | 就任                      | 退任                      | 備考 |
| -- | ---------- | ------------------------- | ------------------------- | ---- |
| 1  | 木佐徳之助 | 1955年（昭和30年）2月5日  | 1967年（昭和42年）5月16日 |      |
| 2  | 原良宗     | 1967年（昭和42年）6月10日 | 1987年（昭和62年）6月9日  |      |
| 3  | 太田満保   | 1987年（昭和62年）6月10日 | 2003年（平成15年）        | 辞職 |
| 4  | 長岡秀人   | 2003年（平成15年）4月27日 | 2005年（平成17年）3月21日 | 廃止 |

## 経済

### 産業

#### 農業
『大日本篤農家名鑑』によれば平田町の篤農家は、「三島傳太郎、高見顕之助、船越磐太郎、山本福太郎」などがいた。

#### 漁業
- 猪目漁港
- 十六島漁港
- 釜浦漁港
- 塩津漁港
- 唯浦漁港
- 小伊津漁港
- 地合漁港
- 境川漁港

#### 商工業
- 岡醤油店（醤油醸造販売）[4]
- 飯塚由太郎（酒類製造）[4]
- 三歩市屋（酒造業）[4]
- 石橋清一郎、飯塚吉十郎、原安市、西尾勝蔵、森脇直市（酒造並販売業）[4]
- 小村福太郎（糸類商）[4]
- 三原眞四郎、大谷小一郎、吾郷實治、平野房助、飯塚良吉、原武政、常松宗三郎、永瀬幸市、藤井太三郎（呉服商）[4]
- 山根正市、岡伊三郎、岡崎浅市、加藤熊市（雑貨商）[4]
- 加納仙蔵、浅野トメ、大島庄八、高砂クナ、大島茂市、加藤金兵衛（荒物商）[4]
- 飯塚豊市、松本丈太郎、関権市、黒田茂市、島田新蔵、土江周太郎、矢田カク、川島善次郎、多納忠太郎（米穀商）[4]
- 渡部龍一、持田重三郎、高橋嘉太郎（肥料商）[4]
- 岡金之助、長廻喜重（金物商）[4]
- 岡庄七（下駄商）[4]
- 矢田愛之助、山口貞之助（鶏卵販売）[4]
- 金山藤吉（旅館業）[4]
- 佐々木善太郎（菓子商）[4]
- 黒崎茂太郎（材木商）[4]
- 勝部定之助（自転車商）[4]
- 西尾恒太郎（運送業）[4]
- 三島卯三郎（債権売買）[4]
- 濱敬太郎、中島久太、中島利太郎、高田亀太郎（魚商）[4]
- 木佐新助、幸野仙次郎（糀商）[4]
- 小村元之助、平野新太郎、勝部敬造、三島新吉、津戸トラ、（料理業）[4]
- 大東村次郎（文房具商）[4]
- 玉木賢次郎、土江仲次郎（洋服商）[4]
- 母里源次郎、石原忠太郎（薬種商）[4]
- 石橋正彦、飯塚榮之助（貸付業）[4]

## 地域
2003年（平成15年）12月7日に2市5町(出雲市・平田市・斐川町・佐田町・多伎町・湖陵町・大社町)で合併することの賛否を問う住民投票を行い、賛成が過半数を占めるという結果になったが、同日投開票された斐川町の住民投票では、反対が過半数を占めたため、事実上、2市5町での合併はなくなった。その後は上記の2市5町から斐川町を除いた2市4町での合併協議会が設置され、1年余の協議を経て新出雲市として合併が行われた。

### 教育

#### 小学校
- 平田市立平田小学校
- 平田市立西田小学校
- 平田市立東小学校（閉校）‐2022年に出雲市立朝陽小学校が開校[5]
- 平田市立伊野小学校
- 平田市立灘分小学校
- 平田市立檜山小学校　（閉校）‐2022年に出雲市立朝陽小学校が開校
- 平田市立国富小学校
- 平田市立久多美小学校
- 平田市立佐香小学校
- 平田市立塩津小学校
- 平田市立鰐淵小学校
- 平田市立鰐淵小学校猪目分校

#### 中学校
- 平田市立平田中学校
- 平田市立光中学校 - 2015年に平田中学校へ統合
- 平田市立佐香中学校 - 2004年に平田中学校へ統合
- 平田市立旭丘中学校
- 出雲市立向陽中学校

#### 高等学校
- 島根県立平田高等学校

## 交通

### 鉄道
旧市域には一畑電気鉄道の北松江線が走っている。以下に示す駅名はこの市が消滅する直前の時点でのものである。
- 一畑電気鉄道（現・一畑電車）
  - 北松江線 : 美談駅 - 旅伏駅 - 平田市駅（現:雲州平田駅） - 布崎駅 - 湖遊館新駅駅 - 園駅 - 一畑口駅 - 伊野灘駅
  - 北松江線（1960年廃止区間） : 一畑口駅 - 一畑駅

### 道路
- 国道431号

## 名所・旧跡・観光スポット・祭事・催事
- 一畑寺（一畑薬師）
- 鰐淵寺
- 佐香神社
- 木綿街道

## 平田市出身の有名人
- 石橋孫八（衆議院議員）
- 石橋正彦（島根県多額納税者、農業、平田町長）
- 木佐徳之助（農業、木佐家第9代当主、島根県多額納税者、平田町長、平田市長、名誉市民）
- 石原豪人（イラストレーター）
- 長谷川摂子（童話作家）
- 錦織良成（映画監督）
- 高見康裕（自由民主党衆議院議員）